# Seznam čeških nogometašev
Seznam čeških nogometašev.

## B
- Miroslav Baranek
- Milan Baroš
- Roman Bednář
- Radek Bejbl
- Patrik Berger
- Josef Bican
- Jaromír Blažek
- Erich Brabec
- Jan Brumovský
- Vlastimil Bubník

## C
- Vladimír Coufal

## Č
- Petr Čech
- Ondřej Čelůstka
- Pavel Černý
- Václav Černý

## D
- Bořek Dočkal
- Martin Doležal
- František Dříždal
- Jaroslav Drobný

## F
- Martin Fenin
- Milan Fukal

## G
- Tomáš Galásek
- Zdeněk Grygera

## H
- Josef Hamouz
- Ivan Hašek
- Ivan Hašek (mlajši)
- Martin Hašek
- Marek Heinz
- Adam Hloušek
- Mario Holek
- Tomaš Horava
- Michal Horňák
- Pavel Horváth
- Aleš Hruška
- Roman Hubník
- Tomáš Hübschman
- Josef Hušbauer

## J
- Petr Janda
- Marek Jankulovski
- David Jarolím
- Jiří Jarošík
- Patrik Ježek
- Petr Jiráček
- Martin Jiránek

## K
- Pavel Kadeřábek
- Michal Kadlec
- Václav Kadlec
- Josef Kaufman
- Antonín Kinský
- Daniel Kolář
- Jan Koller
- Radoslav Kováč
- Libor Kozák
- Radim Kučera
- Pavel Kuka
- Ondřej Kušnír

## L
- David Lafata
- Jan Laštůvka
- Radoslav Látal
- Martin Latka
- Vratislav Lokvenc

## M
- Lukáš Magera
- Ladislav Maier
- Pavel Mareš
- Vojtech Masný
- Marek Matějovský
- Jan Morávek
- Ivan Mráz
- Bohumil Musil

## N
- Tomáš Necid
- Pavel Nedvěd
- Jiří Němec
- Ladislav Novák
- Jiří Novotný

## P
- Antonín Panenka
- Tomáš Pekhart
- Antonín Pelc
- Milan Petržela
- Zdeněk Pičman
- Václav Pilař
- František Plánička
- Jaroslav Plašil
- Svatopluk Pluskal
- Karel Poborský
- Jan Polák
- Zdeněk Pospěch
- Daniel Pudil

## R
- Karel Rada
- Jan Rajnoch
- František Rajtoral
- Tomáš Repka
- Jan Rezek
- Emil Rilke
- Tomáš Rosický
- Jan Růžička

## S
- František Schmucker
- Theodor Gebre Selassie
- Libor Sionko
- Tomáš Sivok
- Rudi Skácel
- Radek Slončík
- Tomáš Souček
- Pavel Srniček
- Jan Suchopárek
- Marek Suchý
- Václav Svěrkoš
- Jan Sýkora

## Š
- Zdeněk Šenkeřik
- Jan Šimůnek
- Radek Šírl
- Michal Škoda
- Milan Škoda
- Vladimír Šmicer
- Ondřej Šourek
- Jiří Štajner
- Josef Šural
- Michal Švec

## T
- Petr Trapp
- Roman Týce

## U
- Tomáš Ujfaluši

## V
- Kamil Vacek
- Martin Vaniak
- Stanislav Vlček
- Josef Vojta
- Benjamin Vomáčka
- Tomáš Votava
- Matěj Vydra

## Z
- Ondřej Zavadil
- Pavel Zavadil
- Zdeněk Zeman (češ.-it. trener)
- Jaromir Zmrhal

## Ž
- Jan Žambůrek